# Метод на Кодай
Методът на Кодай е музикална педагогическа концепция, обобщаваща педагогическите методи на Золтан Кодай. Кодай всъщност само обобщава възпитателните си принципи, не изгражда систематичен учебен план или учебни единици. Обсъждайки принципите с учениците си, той започва да ги събира, след като от 1925 г. започва да се занимава с музикална педагогика.
За Кодай е важна простата народна музика на селското население, която го влече през целия му живот. Преди 1925 г. работи като музикант, етнограф и музиколог, завършва Музикалната академия в Будапеща, специалност „Композиция“.
1925 г. е повратна както за Кодай, така и за унгарската музикална педагогика. Под въздействието на срещата си с пеещо момиче на една екскурзия на класа той преразглежда идеите си. Това оказва толкова силно влияние върху него, че след това Кодай вижда навсякъде музикално неграмотни хора.
Създава се нова учебна програма за преподаване на ученици, с нови песни за децата. Книгите, които издава, оказват голямо влияние както на унгарското, така и на световното музикално образование. Кодай призовава за реформа на училищната система, като предвижда държавата да има грижата за системата на преподаването по музика. Музикално-педагогически идеи на Золтан Кодай се свързват със социалните и културни проблеми на унгарското общество по онова време.
В книгата си „Музика в детската градина“ (1941 – 1957) Кодай пише за възпитанието и систематизирането на музикалния слух. Това е курс за музикално образование, който продължава от първата година на детската градина до хоровия изпит. Целта на музикалното обучение е чистото гласообразуване. Наред с това се преподава четене на ноти, нотиране по слух, транспониране и усещане за ритъм.
През 2016 г. методът „Кодай“ влиза в културното наследство на ЮНЕСКО.
|  | Тази страница частично или изцяло представлява превод на страницата Kodály-módszer в Уикипедия на унгарски. Оригиналният текст, както и този превод, са защитени от Лиценза „Криейтив Комънс – Признание – Споделяне на споделеното“, а за съдържание, създадено преди юни 2009 година – от Лиценза за свободна документация на ГНУ. Прегледайте историята на редакциите на оригиналната страница, както и на преводната страница, за да видите списъка на съавторите. ВАЖНО: Този шаблон се отнася единствено до авторските права върху съдържанието на статията. Добавянето му не отменя изискването да се посочват конкретни източници на твърденията, които да бъдат благонадеждни. |